# جيدسون فرنانديز
جيدسون كارفالهو فيرنانديز (بالبرتغالية: Gedson Carvalho Fernandes‏) (9 يناير 1999 في ساو تومي، ساو تومي وبرينسيب - ) لاعب كرة قدم برتغالي، يلعب مع نادي بشكتاش في الدوري التركي الممتاز في مركز الوسط.

## روابط خارجية
- جيدسون فرنانديز على موقع الاتحاد الأوربي (الإنجليزية)
- جيدسون فرنانديز على موقع اتحاد تركيا (لاعب) (الإنجليزية)
- جيدسون فرنانديز على موقع قاعدة بيانات كرة القدم.إي يو (الإنجليزية)
- جيدسون فرنانديز على موقع ليكيب (الفرنسية)
- جيدسون فرنانديز على موقع ناشيونال فوتبول تيمز (الإنجليزية)
- جيدسون فرنانديز على موقع Soccerbase.com (لاعب) (الإنجليزية)
- جيدسون فرنانديز على موقع Soccerway.com (الإنجليزية)
- جيدسون فرنانديز على موقع عالم كرة القدم.نت (الإنجليزية)